# Panturichthys mauritanicus
Espèce
Panturichthys mauritanicus est une espèce de poissons téléostéens serpentiformes.